# 悔悛するマグダラのマリア (カラヴァッジョ)
『悔悛するマグダラのマリア』（かいしゅんするマグダラのマリア、伊: La Maddalena penitente, 英: The Penitent Magdalene）は、イタリアのバロック期の巨匠ミケランジェロ・メリージ・ダ・カラヴァッジョが1594年から1595年ごろに制作した絵画である。油彩。キリスト教の聖人であるマグダラのマリアを主題とする作品で、おそらくカラヴァッジョが制作した最初の宗教画であり、カラヴァッジョの絵画の中で重要な作品の1つと見なされている。制作された当時、同時代的な写実主義と伝統的なマグダラのマリアの図像からの脱却という点で型破りなものであった。完成した作品は批判と賞賛を招き、21世紀に入ってもカラヴァッジョの意図について憶測が飛び交っている。現在はローマのドーリア・パンフィーリ美術館に所蔵されている。

## 作品

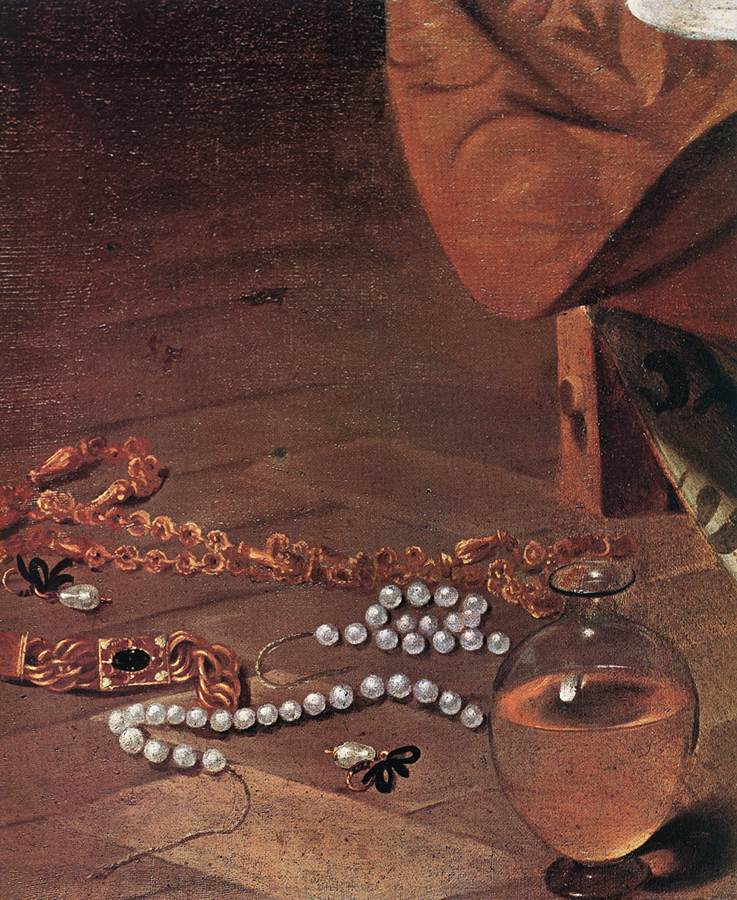
床に置かれた宝飾品とガラス製の容器。

カラヴァッジョは高価な装飾品を打ち捨てて、ふしだらな生活を置き去りにし、悔い改めて悲しみに身体をかがめたマグダラのマリアを描いている。マグダラのマリアはブルネットの若い女性として描かれ、両手を膝の上に抱えたまま低い椅子にしゃがみこむか、あるいはひざまずいている。視点が高いためマグダラのマリアは圧縮されているようにも見える。傍らの床には彼女の捨てた宝飾品が散らばり、4分の3ほど液体を入れて注ぎ口に栓をしたガラス製の容器が置かれている。彼女は鑑賞者から視線をそらし、頭を下に向けており、一筋の涙が頬を伝って鼻の横に流れている。この姿勢は十字架に磔にされたイエス・キリストの伝統的な描写と比較される。明るい色調は初期の作品の典型で、画面右上に一筋の光が斜めに差し込み、何もない部屋の壁を明と暗に分割している。これは後代の画家に多大な影響を与えた、陰影を用いた後期の劇的な作品の先駆けともいえる表現である。
絵画はカラヴァッジョがジュゼッペ・チェザーリとファンティン・ペトリニャーニ（Fantin Petrignani）とともに住んでいた、1594年から1595年ごろに完成した。絵画はほぼ間違いなく、ローマ教皇グレゴリウス13世のグアルダロバ（guardaroba）のピエトロ・ヴィトリチェ（Pietro Vittrice）の注文によって制作された。カラヴァッジョは自身の作品のモデルとして複数の娼婦を用いたことが知られており、美術史家はアンナ・ビアンキーニが本作品で描かれているのではないかと推測している。ビアンキーニは他にもカラヴァッジョの『聖母の死』（La Morte della Vergine）、マルタ役で『マグダラのマリアの回心』（La conversione della Maddalena）、聖母マリア役で『エジプトへの逃避途上の休息』（Riposo durante la fuga in Egitto）のモデルをした可能性があることを指摘している。

同じモデルを使ったとされるカラヴァッジョの作品
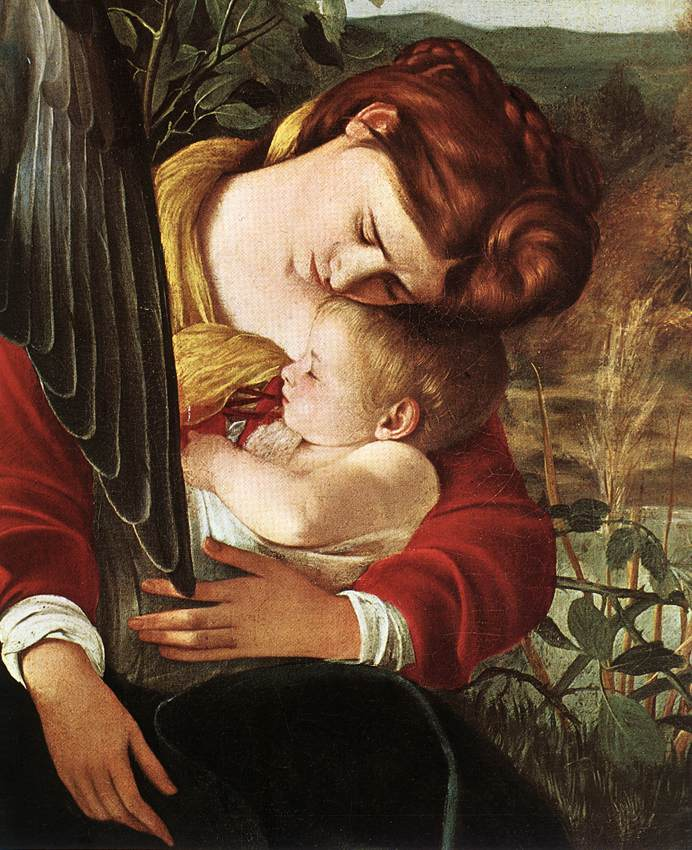
『エジプトへの逃避途上の休息』（ディテール）1597年ごろ ドーリア・パンフィーリ美術館所蔵
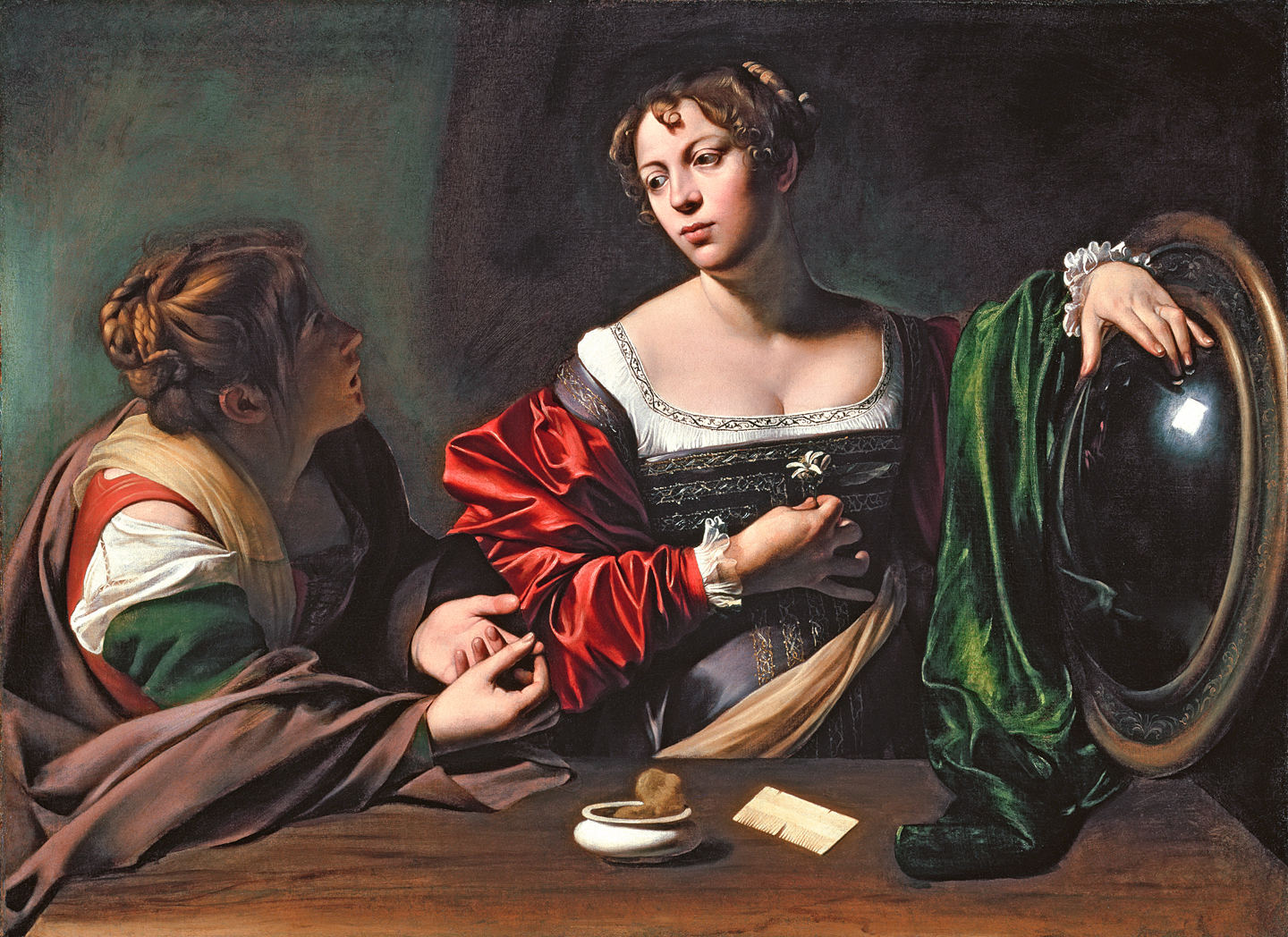
『マルタとマグダラのマリア』（画面右のマルタ） 1598年ごろ デトロイト美術館所蔵
『聖母の死』1602年 ルーヴル美術館所蔵

この絵画は、マグダラのマリアを同時代的な服装で描写したこと、伝記作家ジョン・ヴァリアーノ（John Varriano, 2006年）の言葉によると同主題が一般的に扱われる「哀愁と気だるい官能性」を回避したことの2点において、カラヴァッジョの時代に描かれた悔悛したマグダラのマリアの標準的な絵画から逸脱している。中世の伝説によると、マグダラのマリアはキリストの昇天後に砂漠で悔い改め、彼女が過ごした30年の間に衣服は散り散りになって失われたとされ、実際に美術における同主題の描写のほとんどで、マグダラのマリアは、1533年のティツィアーノの絵画のように、まったく衣服を着ていない姿で描かれた。カラヴァッジョが最初の鑑賞者に衝撃を与えたのは写実主義への出発であった。ニューヨーク・タイムズに掲載されたヒラリー・スパーリングの2001年の書評によると「同時代の人々は、彼のマグダラのマリアが夜に一人で髪を乾かしている、隣の家の女の子に似ていると不満を言いました」。絵画が完成した数十年後、17世紀の美術伝記作家ジョヴァンニ・ピエトロ・ベッローリは、カラヴァッジョは油の入った水差しや捨てられた宝石など、マグダラのマリアに関連する品々を現代的な風俗画のシーンに追加することによって、宗教的な図像であるかのように見せかけたと見解を述べた。しかしイエズス会の詩人ジュゼッペ・シロスは、明らかにこの作品を偽りの精神性であるとは見なしていなかった。むしろ、1673年に出版した『ピナコテーカあるいはローマの絵画と彫刻』（Pinacotheca sive Romana pictura et sculptura）の中でこの作品とカラヴァッジョを念入りに賞賛した。
オーストラリアの作家ピーター・ロブは物議を醸した2001年の伝記『M』の中で、作品の写実主義と彼が看取した暴力の微妙な兆候（壊れた真珠の宝飾品とモデルの腫れた顔と手）は政治的側面、カラヴァッジョの時代にあった娼婦に対するローマ警察の虐待を暗示しているのではないかと示唆している。ビアンキーニの生涯の記録に基づいて、ロブはビアンキーニが当時の慣習により公の場で鞭で打たれたために怪我をし、その治療のために瓶に入った軟膏を使用したと思われ、そのことがカラヴァッジョのインスピレーションの源になったのではないかと推測している。

## 来歴
本作品はジローラモ・ヴィトリチェ（Girolamo Vittrice）のコレクションに由来し、同じくカラヴァッジョの『エジプトへの逃避途上の休息』や『占い師』（Buona ventura）とともに1650年にローマ教皇インノケンティウス10世の義理の姉ドンナ・オリンピア・マイダルキーニ・パンフィーリによって購入された。

## 影響
『悔悛するマグダラのマリア』はおそらくジョルジュ・ド・ラ・トゥールにインスピレーションを与え、マグダラのマリアのいくつかのバージョンを制作させたと思われる。ド・ラ・トゥールは絵画の角度を劇的に変化させている。マグダラのマリアは顔をそむけ、両手を膝の上に置いたまま座っているが、鏡の前に置かれた蝋燭の明かりで強い逆光を受け、膝の上に頭蓋骨を抱いている。

## ギャラリー
関連作品

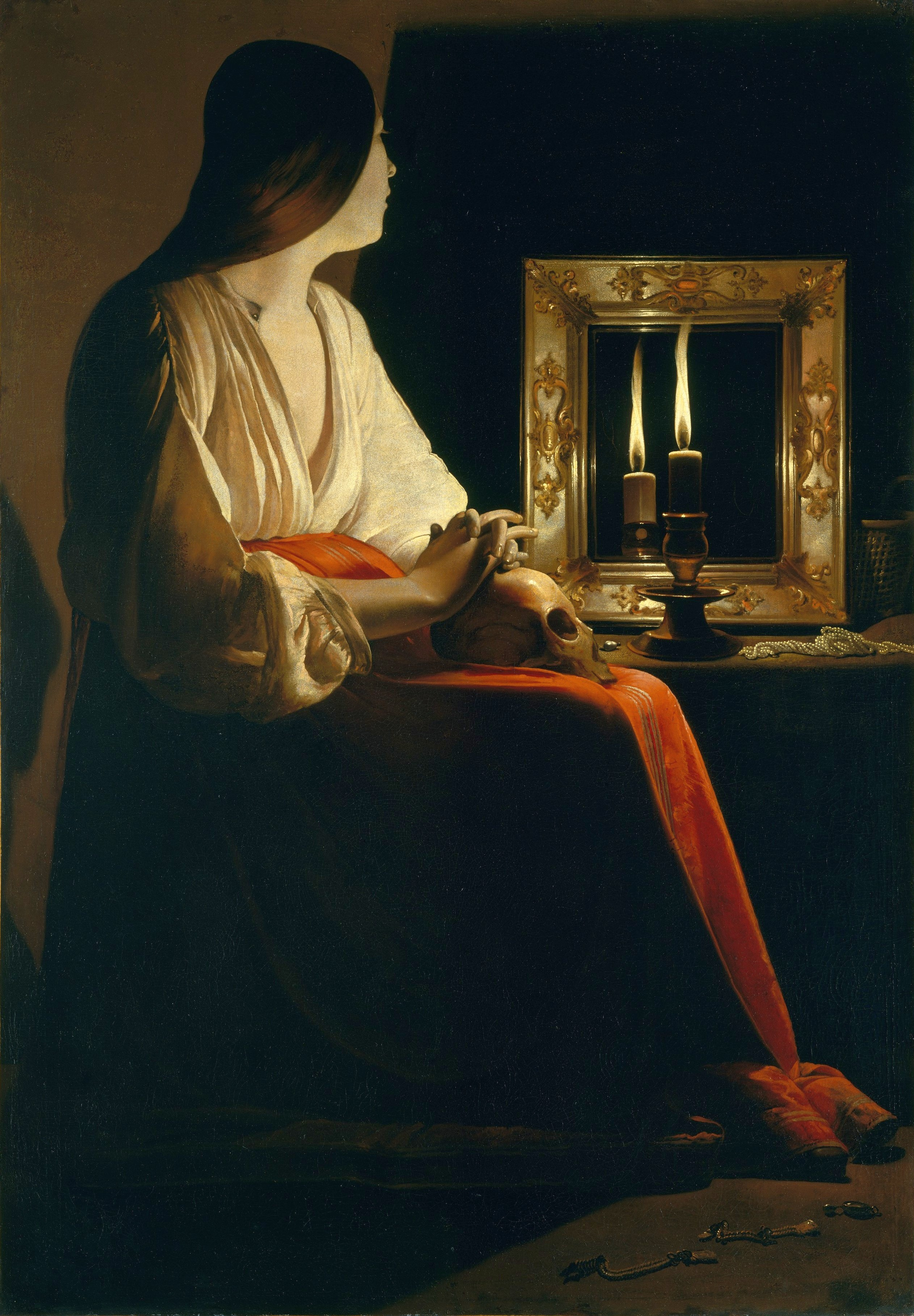
ジョルジュ・ド・ラ・トゥール『ふたつの炎のあるマグダラのマリア』1640年頃 メトロポリタン美術館所蔵
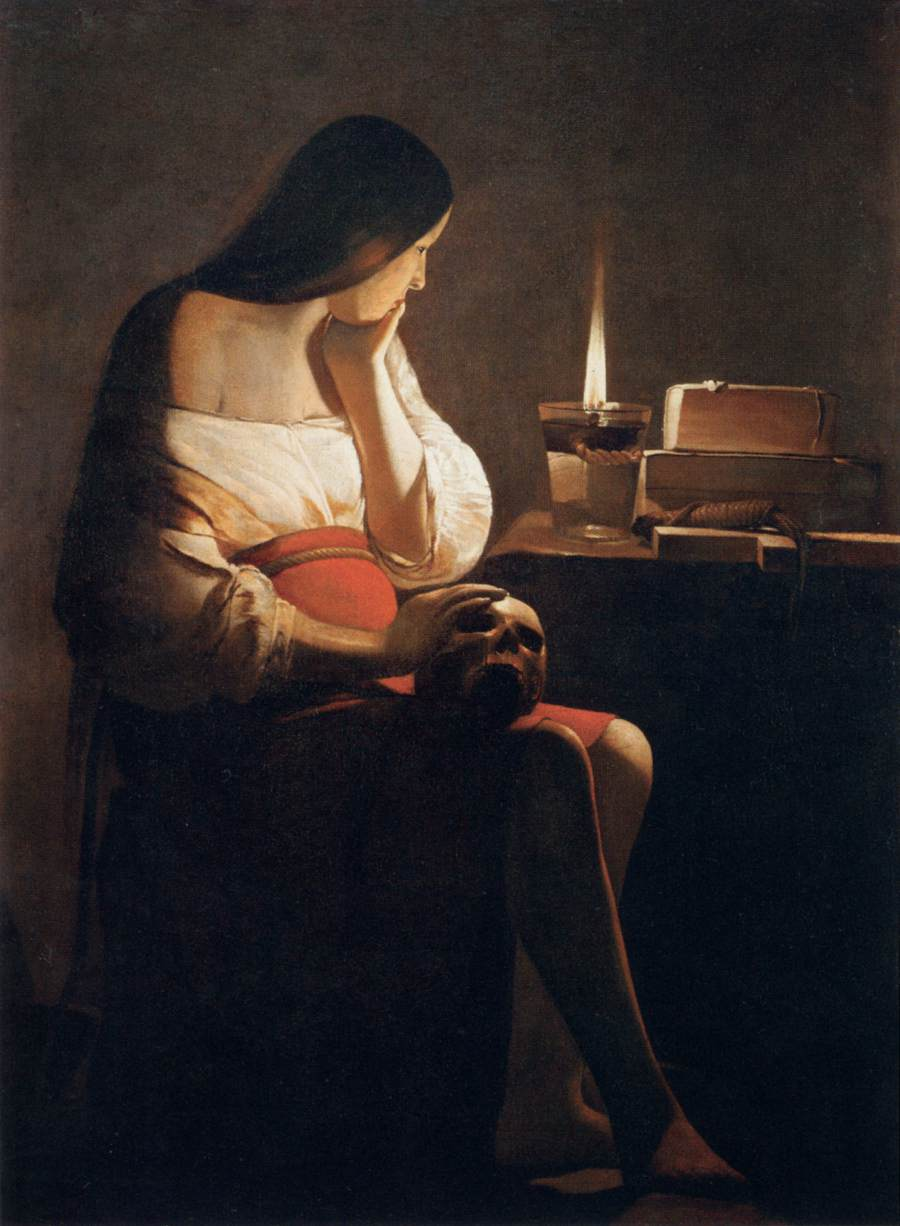
ジョルジュ・ド・ラ・トゥール『灯火の前のマグダラのマリア』1640年頃 ルーヴル美術館所蔵